# José Casanova (football)
José Casanova Mendoza (Lima, 12 mai 1964 – mer au large de Callao, 8 décembre 1987) est un footballeur péruvien des années 1980.

## Biographie

### Carrière en club
Surnommé Pelé, José Casanova arrive à l'Alianza Lima à l’âge de 12 ans. Il y est formé et fait ses débuts le 12 septembre 1982 contre le Sporting Cristal (défaite 0-1). 
Il devient rapidement titulaire au sein de l'Alianza et joue deux éditions de la Copa Libertadores en 1983 et 1987 (six matchs, aucun but).

### Carrière en équipe nationale
Convoqué en équipe du Pérou par le sélectionneur Juan José Tan, Casanova dispute six rencontres de la Copa América 1983. Il sera d'ailleurs international péruvien de 1983 à 1985 (dix matchs en tout). 

### Décès
José Casanova meurt le 8 décembre 1987 avec toute l'équipe de l'Alianza Lima lors d'un crash aérien survenu en mer, au large de Callao.